# Walking into Clarksdale
A Walking into Clarksdale a Led Zeppelin két frontembere Jimmy Page és Robert Plant közös albuma, amely az Atlantic Records gondozásában jelent meg 1998. április 21-én. Page és Plant együttműködésének második albuma, az előző albummal (No Quarter: Jimmy Page and Robert Plant Unledded) ellentétben ezen teljesen új zenei anyagok hallhatók. Az albumot mindössze 35 nap alatt vették fel a londoni Abbey Road Stúdióban, Steve Albini hangmérnök közreműködésével. A Most High kislemezt Grammy-díjra jelölték 1999-ben a Best Hard Rock Performance kategóriában.
Clarksdale egy város a Mississippi folyó északi deltájánál, a delta blues kialakulásának egyik színhelye.
A Walking into Clarksdale a #8. helyen debütált a Billboard listáján a Pop Album kategóriában.

## Számok listája
1. Shining in the Light(Page/Plant/Jones/Lee) – 4:01
2. When the World Was Young(Page/Plant/Jones/Lee) – 6:13
3. Upon a Golden Horse(Page/Plant/Jones/Lee) – 3:52
4. Blue Train(Page/Plant/Jones/Lee) – 6:45
5. Please Read the Letter(Page/Plant/Jones/Lee) – 4:21
6. Most High(Page/Plant/Jones/Lee) – 5:36
7. Heart in Your Hand(Page/Plant/Jones/Lee) – 3:50
8. Walking into Clarksdale(Page/Plant/Jones/Lee) – 5:18
9. Burning Up(Page/Plant/Jones/Lee) – 5:21
10. When I Was a Child(Page/Plant/Jones/Lee) – 5:45
11. House of Love(Page/Plant/Jones/Lee) – 5:35
12. Sons of Freedom(Page/Plant/Jones/Lee) – 4:08

A Most High és a Shining in the Light kislemezként is megjelent.

## Közreműködők
- Jimmy Page - gitár, mandolin, producer
- Robert Plant - ének, producer
- Charlie Jones - basszusgitár, ütőhangszerek
- Michael Lee - dob, ütős hangszerek
- Tim Whelan - billentyűs hangszerek

## Produkció
- Ed Shearmur - Programozás és húrozás a Most High című dalban.
- Lynton Naiff - Húrozás az Upon a Golden Horse című dalban.
- Steve Albini - Hangmérnök, felvétel vezető
- Paul Hicks - Hangmérnök asszisztens
- Anton Corbijn - Fénykép
- Cally - Borító